# Celerena probola
Celerena probola är en fjärilsart som beskrevs av Louis Beethoven Prout 1916. Celerena probola ingår i släktet Celerena och familjen mätare. Inga underarter finns listade i Catalogue of Life.